# Tricks des Unterbewusstseins
Tricks des Unterbewusstseins ist eine kanadische animierte Kurzfilmkomödie von Chris Landreth aus dem Jahr 2013.

## Handlung
Auf einer Feier wird Charles Langford von einem Mann angesprochen, der seinen Namen kennt. Charles weiß, dass er den Mann schon einmal vor einigen Jahren in Paris getroffen hat, weiß jedoch seinen Namen nicht. Während der Mann zu einer Bar geht, um Getränke zu holen, versucht Charles verzweifelt, sich an den Namen des Mannes zu erinnern.
Im Unterbewusstsein von Charles beginnt die Spielshow Subconscious Password. Moderator der Sendung ist Charles’ Über-Ich, Gäste und Tippgeber für Charles sind zunächst Dick Van Dyke und Yoko Ono. Für den Zuschauer eingeblendet wird die Lösung „John“, Charles’ Gewinn in der Show würde das Umgehen einer peinlichen Situation im wahren Leben sein. Dick van Dykes Tipp „Travolta“ führt bei Charles zu keinem Geistesblitz. William S. Burroughs gibt „Kennedy“ als Hinweis, doch fällt Charles nur „Bobby“ ein. Auch James Joyce und H. P. Lovecraft können Charles nicht helfen, während sein Kindermädchen und Ayn Rand ihn wieder zum Kleinkind und Riesenbaby werden lassen. Sammy Davis, Jr. kommt mit Lennon nicht weiter, und auch die Heilige Jungfrau scheitert mit ihrem Hinweis zum Apostel.
In der Realität kehrt der Mann mit Getränken zu Charles zurück. Der ertrinkt in seinem Unterbewusstsein sprichwörtlich, kann er die Lösung doch nicht finden. Erst die rasche Abfolge der Menschen, die ihm in den vergangenen Minuten mit Nachnamen genannt wurden, macht ihm klar, dass der Name „John“ sein muss. Die Erleichterung ist so groß, dass er im nun folgenden Gespräch John ständig mit Vornamen anredet.

## Produktion
Chris Landreth schuf Tricks des Unterbewusstseins am National Film Board of Canada. An der Realisierung des Films waren Studenten der Animationsworkshops des Seneca College Animation Arts Centre beteiligt. Der Film wurde in 3D computeranimiert. Als Software diente Autodesk Maya, eine 3D-Modellierungs-Software, sowie SANDDE der IMAX Corporation. Szenen um John Dilworth und Chris Landreth auf der Feier entstanden als Pixilation (Einzelbildschaltung), einer Form von Stop-Motion, wobei die Hintergründe am Computer generiert wurden. Es war Landreths erster 3D-Film und der dritte, den er am NFB realisierte.
Die Show im Film ist eine Anspielung auf die Show Password, die in den 1960er-Jahren im Fernsehen lief. Landreth sah 2010 eine Wiederholung der Sendung, was ihn zur Filmidee brachte.
Der Film erlebte im Juni 2013 auf dem Festival d’Animation Annecy seine Premiere und wurde im Januar 2014 auch auf den Sundance Film Festival und dem Festival du Court-Métrage de Clermont-Ferrand gezeigt. Am 31. Januar 2014 lief er auf Arte erstmals im deutschen Fernsehen.

## Auszeichnungen
Tricks des Unterbewusstseins gewann 2013 auf dem Festival d’Animation Annecy des Cristal d’Annecy. Auf der Semana Internacional de Cine de Valladolid erhielt er die Silberne Ähre als Bester Kurzfilm. Im Jahr 2014 wurde er für einen Canadian Screen Award als Bester animierter Kurzfilm nominiert.